# Fedor Kolupaylo
Fedor Kolupaylo (russisch Фёдор Сергеевич Колупайло Fjodor Sergejewitsch Kolupailo; oft auch Fedor/Fyodor Kolupajlo; * 2. Mai 1996 in Nowosibirsk) ist ein deutsch-russischer Eishockeyspieler, der seit Juli 2024 bei den Bietigheim Steelers aus der Eishockey-Oberliga unter Vertrag steht und dort auf der Position des Stürmers spielt. Zuvor war Kolupaylo bereits für die Bayreuth Tigers, Eispiraten Crimmitschau und VER Selb in der DEL2 aktiv und absolvierte 38 Partien für die Fischtown Pinguins Bremerhaven in der Deutschen Eishockey Liga (DEL).

## Karriere
Kolupaylo, der im russischen Nowosibirsk geboren wurde, begann seine Karriere im Jahr 2012 in der Jugend der Hannover Indians in Deutschland. Im Verlauf der Saison 2012/13 wechselte der Stürmer zum Hamburger SV, wo der 16-Jährige in der Profimannschaft in der drittklassigen Oberliga debütierte. Anschließend war er zwischen 2014 und 2015 in den Nachwuchsabteilungen der Traditionsvereine EV Landshut und ESV Kaufbeuren in der Deutschen Nachwuchsliga (DNL) aktiv.
Zur Spielzeit 2015/16 wurde Kolupaylo vom Oberligisten Bayreuth Tigers verpflichtet. Mit dem Klub sicherte sich der Angreifer am Ende der Playoffs, deren Topscorer er war, die Vizemeisterschaft hinter dem niederländischen Teilnehmer Tilburg Trappers. In der Folge stieg er mit den Tigers in die DEL2 auf. Im Dezember 2016 verließ er Bayreuth jedoch und spielte für einige Zeit beim russischen Klub Swesda Tschechow in der zweitklassigen Wysschaja Hockey-Liga. Bis Februar 2018 bestritt er aber lediglich 21 Partien für Tschechow, bevor er den Verein verließ und einen Probevertrag bei seinem Ex-Arbeitgeber aus Bayreuth erhielt, der aber nicht über das Saisonende hinaus verlängert wurde. Fedor Kolupaylo bekam am 14. Dezember 2018 die deutsche Staatsbürgerschaft zugesprochen, wodurch sich auch eine Namensänderung ergab, statt seines Geburtsnamens Fjodor Sergejewitsch Kolupailo trägt der Deutsch-Russe nun den Namen Fedor Kolupaylo. Mit der deutschen Staatsbürgerschaft wurde er im Dezember 2018 von den Fischtown Pinguins Bremerhaven aus der Deutschen Eishockey Liga (DEL) verpflichtet, nachdem er sich bis dato auf der Suche nach einem neuen Verein befunden hatte. Wenige Tage nach der Einbürgerung gab er im Spiel gegen die Krefeld Pinguine sein DEL-Debüt. Im Februar 2019 erhielt Kolupaylo zusätzlich eine Förderlizenz und spielte dadurch parallel für die Eispiraten Crimmitschau in der DEL2.
Im Februar 2020 äußerte Kolupaylo den Wunsch nach mehr Einsätzen und wechselte von den Fischtown Pinguins fest zu den Eispiraten Crimmitschau. In der Folge wechselte der Deutsch-Russe im Sommer 2020 zu den Hannover Scorpions in die drittklassige Oberliga. Es folgten anschließend Engagements bei den EC Harzer Falken in der viertklassigen Regionalliga, mit denen er die Nord-Staffel im Jahr 2022 gewann, und der EG Diez-Limburg in der Oberliga. Im Februar 2023 wechselte Kolupaylo zum VER Selb in die DEL2 zurück und blieb dort bis zum Mai 2024, ehe er vom DEL2-Absteiger Bietigheim Steelers aus der Oberliga verpflichtet wurde. Mit den Steelers gelang ihm durch den Gewinn der Oberliga-Meisterschaft im Frühjahr 2025 die sofortige Rückkehr in die zweithöchste Spielklasse.

## Erfolge und Auszeichnungen
| - 2016 Aufstieg in die DEL2 mit den Bayreuth Tigers - 2016 Topscorer der Oberliga-Playoffs - 2016 Rookie des Jahres der Oberliga Süd | - 2022 Meister der Regionalliga Nord mit den EC Harzer Falken - 2025 Oberliga-Meister und Aufstieg in die DEL2 mit den Bietigheim Steelers |

## Karrierestatistik
Stand: Ende der Saison 2024/25
(Legende zur Spielerstatistik: Sp oder GP = absolvierte Spiele; T oder G = erzielte Tore; V oder A = erzielte Assists; Pkt oder Pts = erzielte Scorerpunkte; SM oder PIM = erhaltene Strafminuten; +/− = Plus/Minus-Bilanz; PP = erzielte Überzahltore; SH = erzielte Unterzahltore; GW = erzielte Siegtore; 1 Play-downs/Relegation; Kursiv: Statistik nicht vollständig)